# Bitva bastardů
Bitva bastardů (v anglickém originále Battle of the Bastards) je devátý díl šesté řady seriálu Hra o trůny stanice HBO. Celkově se jedná o 59. epizodu. Epizodu režíroval Miguel Sapochnik. V USA měl díl premiéru 19. června 2016, v České republice o den později.
"Bitva bastardů" byla kritiky hodnocena jako jedna z nejlepších epizod série, a jedním kritikem označena za "mistrovské dílo". Kritici popsali obrovskou bitvu na Severu jako "děsivou, napínavou a vzrušující". Natáčení stejnojmenného boje si vyžádalo 25 natáčecích dní, spolu s 500 komparzisty, 600 členy týmu a 70 koňmi. Ve Spojených státech dosáhla epizoda sledovanosti 7,66 milionů diváků během premiéry na HBO. Dlouhé čekání fanoušků Hry o trůny (Game of Thrones) skončilo odvysíláním devátého dílu. Dostali jsme v historii zatím nejlepší a nejpropracovanější bitvu, přesně jak bylo u očekávané epizody The Battle of the Bastards (Bitva bastardů) slibováno. 

## Děj

### V Meereenu
Daenerys (Emilia Clarkeová) a Tyrion (Peter Dinklage) diskutují o tom, jak se vypořádat s flotilou otrokářů. Daenerys, Tyrion, Missandei (Nathalie Emmanuel) a Šedý červ (Jacob Anderson) se setkají se třemi Mistry, kteří nabízejí Daenerys podmínky její kapitulace. Ona však reaguje tím, že setkání bylo o projednání kapitulace Mistrů, nikoliv její. Následně nasedne na Drogona a spolu s draky Rhaegalem a Viserionem odletí do zátoky, kde spálí loďstvo nepřátel. Missandei poté namítne Mistrům, že Daenerys nařídila jednoho z nich zabít, jakožto trest za jejich zločiny. Nabízejí Yezzana (Enzo Cilenti), jelikož není urozený, ale namísto něj zabije Šedý červ další dva Mistry a Tyrion mu poté poví, aby varoval ostatní Mistry před mocí Daenerys. Mezitím vede Daario (Michiel Huisman) Dothraki k porážce Synů harpyje, kteří jsou viděni, jak masakrují svobodné lidi mimo město.
Později se Daenerys a Tyrion setkávají s Theonem (Alfie Allen) a Yarou (Gemma Whelan). Příchozí Daenerys nabízejí svou flotilu lodí, výměnou požadují pomoc při pokusu o svrhnutí jejich strýce Eurona a nezávislost Železných ostrovů. Daenerys souhlasí, ale pomůže jim jen v případě, že Železní uznají její nárok na trůn a nebudou napříště pořádat nájezdy, toulat se, přepadat a plenit, na což Yara neochotně přistoupí.

### Na Zimohradu
Jon (Kit Harington), Sansa (Sophie Turner), Tormund (Kristofer Hivju) a Davos (Liam Cunningham), se setkají s Ramsayem (Iwan Rheon) a jeho poradci před bitvou. Ramsay nabízí prominout Jonovi jeho porušení slibu Noční hlídce, když mu předá Sansu. Jon nabízí Ramsaymu šanci vyřešit jejich spor po starém způsobu, v boji muže proti muži; Ramsay však odmítá s tím, že si není jist, že může sám porazit Jona, ale je si jistý, že jeho armáda může porazit Jonovu armádu. Když Malý Jon Umber dokáže zajetí Rickona (Art Parkinson) tím, že hodí na zem hlavu jeho zlovlka, Sansa řekne Ramsaymu, aby se dobře vyspal, protože následující den zemře.
Poté, co Jon projednává plán bitvy s Tormundem a Davosem, Sansa zkritizuje Jona za předčasné útočení bez shromáždění většího počtu mužů a varuje ho, že Ramsay je mazaný a bude schopen čelit jeho bojovým plánům. Jon trvá na tom, že se jedná o největší armádu, kterou v takové situaci mohl shromáždit. Později se Jon setká s Melisandrou (Carice van Houtenová) a žádá ji, aby ho už znovu nepřiváděla zpět, pokud by měl zemřít v boji. Melisandre odpovídá, že to není její vůle, ale vůle Pána světla. Mezitím, Davos a Tormund diskutují o době, kdy sloužili Stannisovi a Manceovi a shodují se, že nespolužili správným králům. Davos se prochází dál, až narazí na hranici, kde byla upálena Shireen, kde na zemi nachází vyřezaného dřevěného jelena, kterého jí dal.
Obě armády se shromáždí následující ráno. Ramsay sebou přináší svázaného Rickona, kterému řekne, aby běžel za Jonem. Jakmile to udělá, Ramsay na něj začne střílet šípy. Jon se rychle rozjede jeho směrem, aby se ho pokusil zachránit, ale Rickon je zasažen do srdce a zabit. Rozzuřený Jon se rozjede k Ramsaymu, který nařídí boltonské kavalérii postup vpřed a Davos přikáže Starkovým bojovníkům, aby se připravili k boji a následovali svého velitele. Následná bitva zanechá za sebou stovky mrtvých vojáků Boltonů a Starků, kteří se schovávají před lukostřelci Boltonů za zdí vytvořenou mrtvolami. Vojáci Ramsayho pak obklopí Starky a vytvoří falangu. Ačkoliv obr Wun Wun (Ian Whyte) zabije některé z vojáků Boltonů, Tormund zpanikaří a odešle Divoké směrem ke stěně mrtvých těl. Jon je téměř ušlapán Divokými, ale nakonec je schopen dostat se zpátky na nohy. Tormund zabije Malého Jona Umbera, ale Jonovi vojáci se zdají býti odsouzeni k záhubě, dokud v dálce nezazní zvuk rohu, ohlašující příchod Rytířů z Údolí v čele s Petyrem Baelishem (Aidan Gillen) a Sansou, kteří porazí vojáky Boltonů.
Ramsay ustupuje zpět do Zimohradu, zatímco Jon, Wun Wun a Tormund ho pronásledují. Wun Wun prolomí bránu Zimohradu, ale je zabit Ramsayho šípem. Ramsay řekne Jonovi, že nakonec souboj jeden na jednoho zní jako skvělý nápad. Jon je schopen blokovat štítem Ramsayho šípy, až se nakonec k němu dostane a začne ho bít pěstmi. Zastaví se poté, co uvidí Sansu a uvědomí si, že není jeho právem zabít Ramsayho. Sansa později navštíví Ramsayho, který je uvězněn ve svém psinci spolu se svými loveckými psi, které za uplynulý týden nekrmil a nechal vyhladovět. Zatímco psi trhají Ramsayho na kusy, Sansa odchází se spokojeným úsměvem.